# Medaille für die Erstürmung Warschaus

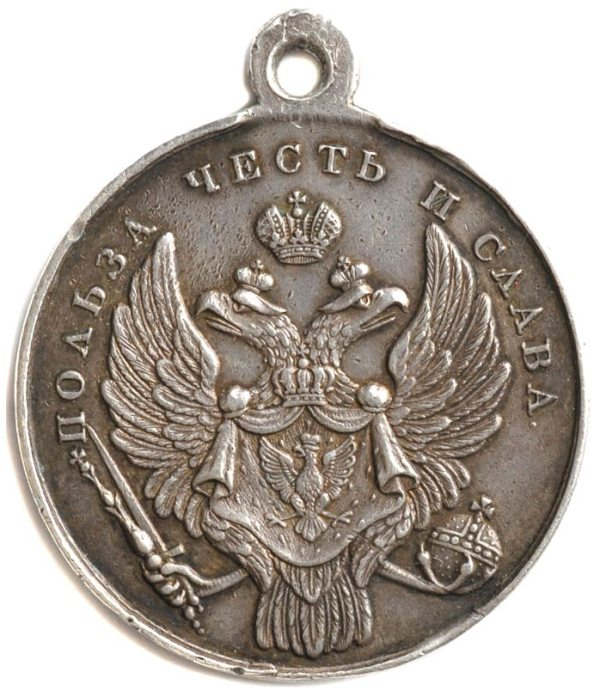
Die Medaille

Die Medaille für die Einnahme von Warschau war eine  russische Auszeichnung und ehrte die an den Kämpfen zur Einnahme von Warschau während des polnischen Novemberaufstandes am 26. Augustjul. / 7. September 1831greg. auf Seiten der russischen Truppen beteiligten Personen. Es war eine Verdienstmedaille.

## Ordensdekoration
Die silberne Ordensdekoration war eine Medaille mit dem kaiserlichen dreifach gekrönten Doppeladler mit Brustschild und den Reichsinsignien in den Fängen auf einer Seite und der Umschrift des Anlasses: „Für die Einnahme von Warschau am 25. und 26. August 1831“ (nach julianischem Kalender). Die andere Dekorationsseite hatte die Ordensdevise „Nutzen, Ehre, Ruhm“. Alle Inschriften sind in kyrillischer Schrift.

## Ordensband
Die Medaille wurde an einem blauen Band mit schwarzen Rändern getragen.